# Висконти ди Пиза
Висконти ди Пиза (Visconti di Pisa), известни и като Висконти ди Галура (Visconti di Gallura), са кадетски клон на династията Висконти и древно магнатско семейство от тосканския град Пиза, където са имали богати владения. Те принадлежат към фракцията на гвелфите и са почти винаги в опозиция на гибелинското семейство Дела Герардеска.
От средата на 12 век се стремят към надмощие над Комуна Пиза. В края на 12 век Пиза започва да увеличава влиянието си на о-в Сардиния и да изгражда близки отношения чрез брачни съюзи: първият е между Елена ди Галура и Ламберто Висконти (1207) и той поставя началото на поредицата от пизански съдии (владетели) на Юдикат Галура. Вътрешните конфликти в Пиза през 13 век предизвикват прогонването на Висконти от града. През 1276 г. Нино е последният съдия на Галура от сем. Висконти и със смъртта му през 1296 г. владенията на Висконти в Тоскана и Сардиния приключват, въпреки че дъщеря му Джована е коронясана за съдийка. При смъртта ѝ през 1339 г. правата ѝ минават към Висконти от Милано.

## История
Висконти ди Пиза имат особено значение през 13 век, когато няколко от неговите представители се открояват в историята на Република Пиза и Сардиния. По-специално някои членове на рода получават управлението на Юдикат Галура (1207 – 1296) и титлата на съдии (владетели), когато Ламберто успява да се ожени през 1207 г. за съдийката Елена, последната от сем. Лакон-Гунале.
По-късно съдия Джовани Висконти (1238 – 1275) се жени за дъщеря на граф Уголино дела Герардеска, така че двете семейства, някога съперници, обединяват силите си срещу Комуна Пиза , която има за цел да завладее териториите на Сардиния. Изгонен от града, той сключва споразумение с тъста си да защити общите им интереси на острова. Той сключва тайни споразумения с Флоренция, но разгорещените протести на народа предизвикват затварянето на Уголино и изгонването на Висконти ди Пиза. Синът му Нино, припомнен от Данте, продължава политиката на баща си, като се съюзява с градовете на гвелфите и създава съюз срещу Пиза. Смъртта му през 1296 г. бележи края на цялото господство на Висконти в Тоскана и Сардиния: дъщеря му Джована е само титулярна съдийка и, последната от семейството, умира през 1339 г., след като отстъпва правата си на Висконти от Милано.
Последният Висконти ди Пиза прекарва дълги периоди в Чивита, „столицата“ на юдиката, пребивавайки в градския дворец и близките замъци. Те избират за свое гробно място пизанската църква „Свети Франциск“, където се намира и гробницата на граф Уголино.
Висконти насърчават интензивна дейност, свързана със замъците в Галура: те укрепват селищата Чивита, Позада и Орозеи и построяват замъците Педресу (Олбия), дела Фава (Позада) и Понтес (Галтели), където живеят, когато са далеч от резиденцията в Чивита.

## Известни представители
- Алберто, патриций на Пиза
- Елдицио, син на предходния, патриций и по-късно консул на Пиза (1184 – 1185)
- Федерико (ок. 1200 – октомври 1277), архиепископ на Пиза и примас на Сардиния и Корсика
- Ламберто (неизв. – 1225), син на Едлицио, патриций и след това подест на Пиза. Той се жени за Елена, наследница на Галура, и управлява този юдикат с нея. Завладява Каляри заедно с брат си Убалдо I.
- Убалдо I (неизв. – 1230), брат на предходния, патриций и след това подест на Пиза. Заедно с брат си Ламберто завладява Каляри и де факто управлява Юдикат Каляри на няколко пъти; участва във вътрешните борби, които разкъсват Пиза през този период.
- Убалдо II (1207 – 1238), син на Ламберто и Елена, съдия на Юдикат Галура и след това, заедно със съпругата си Аделазия ди Торес, е и съдия на Юдикат Торес. За кратък период управлява и Юдикат Каляри след смъртта на чичо си Убалдо I.
- Джовани (неизв. – 1275), син на Убалдо I, е определен за наследник на Галура от своя братовчед Убалдо II, но трябва да се бори за наследството си с Аделазия ди Торес и съпруга ѝ Енцо Швабски. Тогава той е съдия на Юдикат Галура и също така управлява една трета от Юдикат Каляри.
- Нино (неизв. – 1296), син на предходния, последен съдия на Юдикат Галура. Споменат е от Данте в „Чистилище“.
- Джована (1289 – 1339), дъщеря на предходния, наследница на Юдикат Галура, но никога не го притежава и е само титулярна съдийка. След смъртта на баща си майка ѝ Беатриче д'Есте се омъжва повторно за Галеацо I Висконти и следователно Джована става полусестра на Ацо Висконти, на когото отстъпва правата си върху Галура.[6]